# سامح مراعبة
سامح فارس محمد مراعبة (ولد في 19 مارس 1992) هو لاعب كرة قدم فلسطيني يلعب حالياً مع نادي أهلي الخليل في الدوري الفلسطيني الممتاز للضفة الغربية والمنتخب الفلسطيني لكرة القدم كمهاجم.

## تحصيله الأكاديمي
حصل عام 2016 على درجة البكالوريس في الرياضة من جامعة فلسطين التقنية خضوري في طولكرم.

## المسيرة
ظهر لأول مرة دولياً مع فلسطين في عام 2015 خلال المرحلة الثانية لتصفيات كأس العالم 2018 ضد السعودية.

## الأهداف الدولية
حصيلة أهداف فلسطين أولاً.
| #  | التاريخ        | المكان                                       | الخصم    | التسجيل | النتيجة | المنافسة                          |
| -- | -------------- | -------------------------------------------- | -------- | ------- | ------- | --------------------------------- |
| 1  | 16 يونيو 2015  | ملعب بوكيت جليل الوطني، كوالالمبور، ماليزيا  | ماليزيا  | 2–0     | 6–0     | تصفيات كأس العالم لكرة القدم 2018 |
| 2  | 16 يونيو 2015  | ملعب بوكيت جليل الوطني، كوالالمبور، ماليزيا  | ماليزيا  | 4–0     | 6–0     | تصفيات كأس العالم لكرة القدم 2018 |
| 3  | 7 يونيو 2017   | ستاد البحرين الوطني، المنامة، البحرين        | البحرين  | 1–0     | 2–0     | مباراة ودية                       |
| 4. | 10 أكتوبر 2017 | ملعب دورا الدولي، الخليل، فلسطين             | بوتان    | 4–0     | 10–0    | تصفيات كأس آسيا 2019              |
| 5  | 14 نوفمبر 2017 | ملعب الجامعة العربية الأمريكية، جنين، فلسطين | المالديف | 3–0     | 8–1     | تصفيات كأس آسيا 2019              |
| 6  | 14 نوفمبر 2017 | ملعب الجامعة العربية الأمريكية، جنين، فلسطين | المالديف | 5–1     | 8–1     | تصفيات كأس آسيا 2019              |
| 7  | 14 نوفمبر 2017 | ملعب الجامعة العربية الأمريكية، جنين، فلسطين | المالديف | 6–1     | 8–1     | تصفيات كأس آسيا 2019              |
| 8  | 14 نوفمبر 2017 | ملعب الجامعة العربية الأمريكية، جنين، فلسطين | المالديف | 8–1     | 8–1     | تصفيات كأس آسيا 2019              |

## وصلات خارجية
- سامح مراعبة على موقع ناشيونال فوتبول تيمز (الإنجليزية)
- سامح مراعبة على موقع Soccerway.com (الإنجليزية)